# Andranofito
Andranofito – gmina na Madagaskarze, w regionie Vakinankaratra, w dystrykcie Antanifotsy. W 2001 roku zamieszkana była przez 20 331 osób. Siedzibę administracyjną stanowi miejscowość Andranofito.